# Kvinderne på 6. sal
Kvinderne på 6. sal er en fransk film fra 2011.

## Handling
I Paris i 1960'erne falder Jean-Louis Joubert (Fabrice Luchini), som er en succesrig vekselerer med kone og børn,
tilfældigt over en verden, han ikke tidligere var bevidst om. Det er den verden, der udspiller sig på 6. sal i beboelsesejendommen han og familien bebor, og hvor familiens spanske stuepige bor, sammen med alle de andre spanske stuepiger i ejendommen. Maria (Natalia Verbeke) er familiens stuepige, og hun åbner Jean-Louis' øjne for et helt andet liv. Et frodigere, mere folkeligt liv, som står i stærk kontrast til hans eget mere regelrette liv. Igennem dette møde begynder han selv, at sætte pris på livets mere enkle glæder, til stor overraskelse for hans omgivelser.

## Medvirkende
- Fabrice Luchini – Jean-Louis Joubert
- Sandrine Kiberlain – Suzanne Joubert
- Natalia Verbeke – María Gonzalez
- Carmen Maura - Concepción Ramirez
- Lola Dueñas – Carmen
- Berta Ojea – Dolores Carbalan
- Nuria Solé – Teresa
- Concha Galán - Pilar
- Marie-Armelle Deguy – Colette de Bergeret
- Muriel Solvay – Nicole de Grandcourt
- Audrey Fleurot – Bettina de Brossolette
- Annie Mercier – Mme Triboulet
- Michèle Gleizer – Germaine Bronech (den gamle bretonske barnepige)
- Camille Gigot – Bertrand Joubert
- Jean-Charles Deval – Olivier Joubert